# Lei das Fake News Bielorrussa
A lei de combate a noticias falsas na Bielorrússia, é uma lei aprovada em 2018 pelo parlamento da Bielorrússia.
A Assembleia Nacional Bielorrussa votou em 14 de Junho a segunda e última leitura do projeto de alterações que o governo afirma que lhe permitirão processar pessoas suspeitas de espalharem informações "falsas" na Internet.
Segundo o governo “A adoção da legislação facilitará o fornecimento eficiente de segurança da informação e a aplicação do direito constitucional dos cidadãos de receber informações completas, precisas e oportunas”, disse Valyantsina Razhanets, vice-presidente da Comissão de Direitos Humanos e Relações Étnicas da assembleia.
A lei exige que os autores de todas as publicações e comentários em fóruns online fossem identificados e que os comentários fossem moderados pelos proprietários dos websites e isso permitiria que redes sociais e outros sites fossem bloqueados se violassem a lei.
Os membros da Associação Bielorrussa de Jornalistas e os meios de comunicação independentes criticaram as alterações propostas à lei, tal como o Comité para a Proteção dos Jornalistas (CPJ), com sede em Nova Iorque, que afirmou que a legislação poderia “censurar ainda mais” os meios de comunicação no país.
A Coordenadora do Programa do CPJ para a Europa e Ásia Central, Nina Ognianova, disse em uma declaração de 8 de junho que o governo bielorrusso "aderiu ao movimento das 'notícias falsas' não porque queira proteger os cidadãos das falsidades, mas porque quer mais poder para decidir quais informações eles querem receber." Os críticos dizem temer que o governo autoritário do presidente Aleksandr Lukashenko use a lei como uma ferramenta para aumentar o controle sobre a Internet.
A Bielorrússia ocupa o 155º lugar no Índice Mundial de Liberdade de Imprensa de 2017 da organização Repórteres Sem Fronteiras (RSF), com sede em Paris, que avalia o nível de liberdade de imprensa em 180 países todos os anos.
De acordo com a RSF, jornalistas na Bielorrússia receberam pelo menos 48 multas desde o início de 2018, a maioria delas para repórteres empregados pela Belsat TV, com sede na vizinha Polónia.